# شیمون ژوکوفسکی
شیمون ژوکوفسکی (لهستانی: Szymon Ziółkowski؛ تلفظ: [ˈʂɨmɔn ʑuwˈkɔfski]؛ زادهٔ ۱ ژوئیهٔ ۱۹۷۶) پرتاب‌گر چکش اهل لهستان بود.
وی در مسابقات کشوری و بین‌المللی در مجموع برندهٔ ۳ مدال طلا، ۳ مدال نقره، ۱ مدال برنز شده‌است.